# Michio Itō
Michio Itō né le 13 avril 1893 et mort le  6 novembre 1961, est un danseur et chorégraphe japonais; il travaille en association avec William Butler Yeats, Ezra Pound, Angna Enters (en), Isamu Noguchi, Louis Horst, Ted Shawn, Martha Graham, Lillian Powell (en), Vladimir Rosing (en), Pauline Koner, Lester Horton et d'autres artistes américains. Il est interné en tant que nippo-américain et finalement déporté des États-Unis après le déclenchement de la Seconde Guerre mondiale.